# John H. Lewis
John Henry Lewis  (* 21. Juli 1830 bei Ithaca, New York; † 6. Januar 1929 in Knoxville, Illinois) war ein US-amerikanischer Politiker. Zwischen 1881 und 1883 vertrat er den Bundesstaat Illinois im US-Repräsentantenhaus.

## Werdegang
Im Jahr 1836 kam John Lewis mit seinen Eltern nach Illinois, wo sich die Familie auf einer Farm im Fulton County niederließ. Er besuchte die öffentlichen Schulen seiner neuen Heimat. Im Jahr 1847 zog er in das Knox County, wo er sich in der Landwirtschaft betätigte. Nach einem anschließenden Jurastudium und seiner 1860 erfolgten Zulassung als Rechtsanwalt begann er in Knoxville in diesem Beruf zu arbeiten. Von 1860 bis 1864 war er bei der Verwaltung am Bezirksgericht angestellt. Gleichzeitig schlug er als Mitglied der Republikanischen Partei eine politische Laufbahn ein. In den Jahren 1874 und 1875 saß er als Abgeordneter im Repräsentantenhaus von Illinois.
Bei den Kongresswahlen des Jahres 1880 wurde Lewis im neunten Wahlbezirk von Illinois in das US-Repräsentantenhaus in Washington, D.C. gewählt, wo er am 4. März 1881 die Nachfolge von Thomas A. Boyd antrat. Da er im Jahr 1882 nicht bestätigt wurde, konnte er bis zum 3. März 1883 nur eine Legislaturperiode im Kongress absolvieren. Nach dem Ende seiner Zeit im US-Repräsentantenhaus praktizierte John Lewis wieder als Anwalt. Im Jahr 1900 zog er sich in den Ruhestand zurück. Er starb am 6. Januar 1929 in Knoxville im Alter von 98 Jahren.